# Жажда смерти (фильм, 2018)
«Жажда смерти» (англ. Death Wish) — американский триллер Элая Рота. Ремейк одноимённого фильма Майкла Уиннера 1974 года. Премьера в США состоялась 2 марта 2018 года.

## Сюжет
Пол Керси живёт со своей женой Люси и дочерью-студенткой Джордан. Он работает хирургом в Чикагской больнице. Во время обеда Пол даёт ключи от своей машины служащему гостиницы Мигелю, который тайно делает снимки адреса его дома с экрана навигационной системы. Спустя некоторое время, когда Пол допоздна задерживается на работе, трое мужчин в масках вламываются в дом Керси. Бандиты стреляют в Джордан и Люси, судьба Джордан не показывается. Находясь в больнице, Пол узнаёт, что его жена мертва, а дочь впала в кому.
Расследовать это дело поручают детективу полиции Кевину Рейнсу. Вскоре Пол начинает злиться на то, что по его делу нет никаких продвижений. Однажды в больницу, где работает Пол, привозят раненого члена банды. Его пистолет падает с каталки. Пол крадёт это оружие, а затем учится тому, как правильно с ним обращаться. В конечном счёте всё оборачивается тем, что Пол использует этот пистолет, чтобы предотвратить угон автомобиля. Видео этого происшествия моментально набирает невероятное количество просмотров на Youtube. Полу же дают прозвище Жнец.
Вскоре после этого в больницу привозят Мигеля без сознания. Пол узнаёт на его запястье свои украденные часы. Он велит врачу трижды проводить дефибрилляцию сердца Мигеля и тем самым убивает его. Пол забирает телефон Мигеля и там находит информацию о винном магазине, в котором, как он понимает, воры сбывают украденные вещи. После Керси начинает расследование нападения на семью.
Пол отправляется в магазин, где убивает его хозяина (скупщика краденого) и ещё одного члена банды по кличке Рыба, а после следует ко второму бандиту — Джо. После долгих мучений Керси убивает и его.
Пол получает вести из больницы — Джордан очнулась.
Неделю спустя Пол перевозит Джордан из больницы домой. А тем временем главарь банды Нокс, чьих людей уничтожал Керси, врывается к нему домой. Однако Керси предугадывает его действия и расправляется с двумя головорезами, после чего убивает и самого главаря.
К Полу домой приезжает полиция. Детектив Рейнс догадывается, что Пол и есть тот самый Жнец. Однако Рейнс притворяется, что верит в его версию произошедшего, так как внутренне рад тому, что справедливость восторжествовала.
В конце фильма показывают, как Пол подвозит Джордан в университет. Когда дочь уходит, Пол замечает человека, который крадёт сумку. Пол окрикивает вора и наставляет на него пальцы руки, сложенные в виде пистолета.

## В ролях
- Брюс Уиллис — Пол Керси
- Винсент Д’Онофрио — Фрэнк Керси, младший брат Пола
- Дин Норрис — детектив Рэйнс
- Кимберли Элиз — детектив Джексон
- Майк Эппс — доктор Крис Салгадо
- Элизабет Шу — Люси Керси
- Камила Морроне — Джордан Керси
- Ронни Джин Блевинс — Джой
- Бо Кнапп[англ.] — Нокс
- Каньехтио Хорн — Наташа
- Трой Кивисто — Агент ФБР
- Джек Кеси — Тейт Карп по кличке «Фиш»

## Производство
Разработка фильма началась в 2006 году, когда Сильвестр Сталлоне объявил, что снимет и сыграет главную роль в ремейке одноимённого фильма Майкла Уиннера 1974 года. Он заявил: «Вместо того, чтобы быть архитектором, я выбрал для персонажа роль полицейского, который имеет невероятный успех, не используя пистолета в работе. Поэтому, когда на его семью нападают, он должен решить дилемму, осуществить месть или нет». 20 декабря 2006 года Сталлоне заявил, что не будет снимать ремейк из-за «творческих разногласий».
В конце января 2012 года было объявлено, что фильм находится в разработке, а режиссёром и сценаристом выступит Джо Карнахан. Тем не менее Карнахан покинул пост постановщика в 2013 году.
После четырёх лет разработки, в марте 2016 года, студии Paramount Pictures и Metro-Goldwyn-Mayer объявили, что на роль режиссёров были выбраны Ахарон Кешалес и Навот Папушадо, а главную роль сыграет Брюс Уиллис. В мае Кешалес и Папушадо покинули проект, потому что студии не разрешили им переписать сценарий. В июне пост режиссёра занял Элай Рот. 25 августа 2016 года к актёрскому составу присоединились Винсент Д’Онофрио, в роли брата Пола Керси, и Дин Норрис в роли детектива Рэйнса. 7 октября Кимберли Элиз была выбрана на роль детектива Джексон, а Камила Морроне на роль Джордан Керси. 17 октября к фильму присоединился Ронни Джин Блевинс.
Основные съёмки начались в конце сентября 2016 года в Чикаго, штат Иллинойс. В октябре съёмки прошли в городе Монреаль, Канада.

## Релиз
В июне 2017 года было объявлено, что фильм планируется выпустить 22 ноября, однако в октябре его отложили до 2 марта 2018 года.

## Награды и номинации
| Премия           | Дата церемонии  | Категория                                     | Лауреаты и номинации | Итог      |
| ---------------- | --------------- | --------------------------------------------- | -------------------- | --------- |
| «Золотая малина» | 23 февраля 2019 | Худшая мужская роль                           | Брюс Уиллис          | Номинация |
| «Золотая малина» | 23 февраля 2019 | За худший приквел, сиквел, ремейк или плагиат | Жажда смерти         | Номинация |